# تمساح أحمر
التمساح الأحمر (الاسم العلمي:†Erythrosuchus) هو جنس منقرض من الزواحف شبيهة الأركوصورات من العصر الثلاثي في جنوب أفريقيا. تم العثور على بقايا من منطقة تجميع كلبي الفك التابعة لمجموعة بوفور في كارو في جنوب إفريقيا.
في فترة الثلاثي المتأخر، امتلئ المثوى البيئي الذي خلفه التمساح الأحمر بمخلوقات مثل التمساح العظائي وتمساح بوست.